# Geografia dels Països Baixos

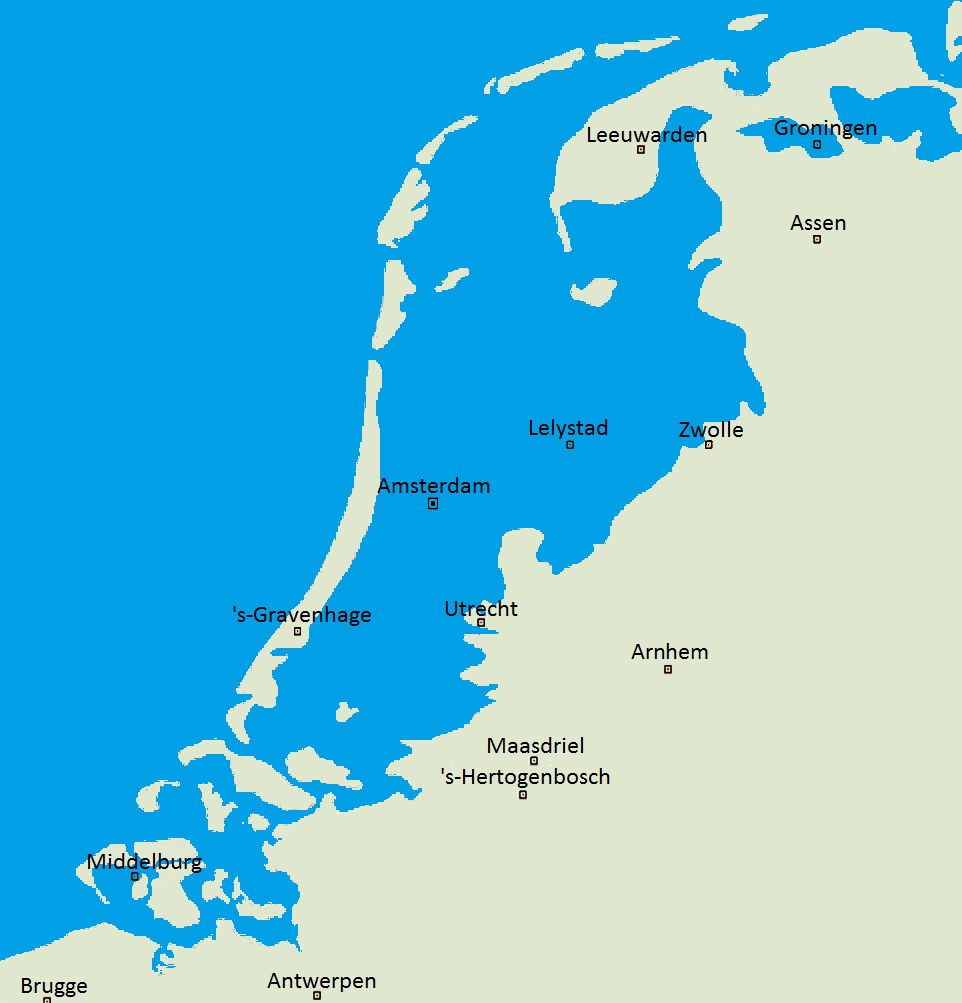
Terra situada per sobre del nivell del mar.

L'estat dels Països Baixos està situat a l'Europa occidental, a tocar del mar del Nord, entre Bèlgica i Alemanya. El seu nom, Nederlanden ("Terres baixes") es deu al fet que una part del nord i l'oest del territori del país es troba per sota del nivell del mar. Al sud-est s'estenen els anomenats Països alts superiors, que s'eleven una mica per sobre del nivell del mar.

## Geografia física

### Relleu
És un país molt pla. La meitat del seu territori, la regió dels pòlders (terra guanyada al mar), es troba per sota del nivell del mar, i dues cinquenes parts es troben entre 0 i 5 msnm. És una altiplanície litoral. Aquesta zona és una continuació de la planura de l'Europa septentrional, en la qual abunden landes, tossals, arenals i pantans. Només hi ha petits turons cap al sud i el sud-oest. La seva alçada màxima és el Vaalserberg, que arriba fins als 321 msnm, a la província de Limburg.
Totes aquestes planes extenses s'inundarien si no fos per un sistema de dics i el cordó litoral de dunes, que arriben als 60 msnm, des de Hoek van Holland fins a Den Helder. Aquests dics ajuden a conservar les illes Zelandeses, Noord-Beveland, entre d'altres. La zona nord-oest era, originalment, una zona de maresmes i pantans que quedaven darrere d'una línia de dunes, que anava des de la costa francesa fins a la Península de Jutlàndia. Aquí és on es formaren les illes Frisones, el Mar de Wadden i l'antic golf de Zuiderzee. Ja en època medieval es començaren a construir dics, a reomplir el terreny entre illots i a drenar el terreny amb la força motriu del vent (molins de vent). Posteriorment foren substituïts en aquesta tasca per la màquina de vapor (segle XIX) i després per bombes elèctriques (segle XX). Gràcies a tot aquest esforç de segles, s'ha aconseguit guanyar terreny al mar, les zones anomenades pòlders, incrementant la seva superfície en més d'un 20%. L'Afsluitdijk tanca l'IJsselmeer, de manera que les aigües del mar del Nord no poden entrar a la zona de pòlders. A partir dels anys vint es va començar a drenar el Zuiderzee, de manera que es van guanyar 2.200 kilòmetres quadrats de pòlders.
També s'inundarien si no fos per la canalització dels rius que creuen el país. Aquesta situació va provocar greus inundacions el 1953, que van causar la mort de 1.835 persones, van forçar l'evacuació de 70.000 més, i van ser destruïdes 4.500 edificacions. Per evitar que es repetissin aquest tipus de catàstrofes, l'estat va impulsar el pla Delta (Neerlandès: Deltawerken) a la regió meridional del país, unint les desembocadures del Rin i del Mosa. Aquest projecte de protecció va ser rematat amb la construcció de la barrera antitempestes de Rotterdam. L'obra més destacada del complex és la Oosterscheldekering, considerada una de les set meravelles del món modern segons la Societat americana d'enginyers civils.

### Rius, llacs i costes
La meitat del país correspon a l'immens delta del Rin, del Mosa i de l'Escalda, els tres grans rius que creuen els Països Baixos. Tots tres han estat canalitzats. El Rin té dos braços principals: el Waal, que divideix el país en dos, i el Lek.

### Clima
És un territori de clima oceànic temperat. Es caracteritza per vents de l'oest, especialment forts a l'hivern. Sovintegen les pluges abundants i les temperatures són moderades. Com que es troba en una latitud bastant alta, els hiverns són durs i amb gelades. Té un índex de precipitacions pròpia de la costa oceànica, amb 700–800 mm de mitjana anual, freqüents precipitacions i boires. És un país d'elevada humitat ambiental (77% de mitjana anual), incrementada pels canals de drenatge i els braços fluvials, ja que la xarxa de rius i canals fan 4.832 kilòmetres en total.
Les taules següents mostren les variacions del clima al país:
| Mes                      | Gen | Feb | Mar | Abr | Mai | Jun | Jul | Ago  | Sep | Oct | Nov | Des |
| ------------------------ | --- | --- | --- | --- | --- | --- | --- | ---- | --- | --- | --- | --- |
| Mitjana de temp màx (°C) | 4   | 5   | 10  | 13  | 18  | 21  | 22  | 22   | 19  | 14  | 9   | 5   |
| Mitjana de temp min (°C) | -1  | -1  | 1   | 4   | 8   | 11  | 13  | 13   | 10  | 7   | 3   | 1   |
| Mitjana de temp. (°C)    | 1,5 | 2   | 6   | 9   | 13  | 16  | 18  | 17,5 | 15  | 11  | 6   | 3   |

| Mes                          | Gen | Feb | Mar | Abr | Mai | Jun | Jul | Ago | Sep | Oct | Nov | Des |
| ---------------------------- | --- | --- | --- | --- | --- | --- | --- | --- | --- | --- | --- | --- |
| Mitjana de precipitació (mm) | 68  | 53  | 44  | 49  | 52  | 58  | 77  | 87  | 72  | 72  | 70  | 64  |
| Humitat relativa (%)         | 86  | 83  | 76  | 70  | 67  | 67  | 72  | 74  | 77  | 81  | 87  | 88  |

### Medi ambient
El bioma primigeni és el bosc temperat de frondoses mixt. Va ser substituït, no obstant, pels erms amb ericàcies. El terre està saturat constantment d'aigua, motiu pel qual és difícil que es desenvolupi la vegetació, fet que permet no obstant la formació d'extenses torberes.
Segons el Fons Mundial per la Natura, la pràctica totalitat del país pertant a l'ecorregió denominada bosc mixt atlàntic, amb l'excepció de l'extrem sud-est, que correspon al bosc de frondoses d'Europa occidental. Segons la normativa de la Unió Europea, el territori d'aquest país pertany a la regió biogeogràfica atlàntica. Destaca en el seu patrimoni natural un bé natural, patrimoni de la Humanitat declarats per la Unesco: el mar de Wadden, compartit amb Alemanya. Part del mar de Wadden (Waddenzee) és també reserva de la biosfera des del 1986. 818.908 hectàrees estan protegides com zones humides d'importància internacional, protegides pel Conveni de Ramsar, en total, 49 indrets, inclosos els d'Aruba i les Antilles Neerlandeses. Disposa d'una vintena de parcs nacionals, destacant entre ells el de Hoge Veluwe.
Els Països Baixos són un dels estats que més pateixen els efectes del canvi climàtic. No només són un problema les inundacions produïdes pel mar, sinó que també el desbordament dels rius podria ser molt perillós.

## Geografia humana
La població del territori dels Països Baixos arriba fins als 16.715.999 habitants (estimació de juliol de 2009). Això determina una densitat de població de 402,38 habitants per kilòmetre quadrat. Al concentrar-se el 82% de la població total (2008) a les ciutats, aquestes zones acaben sent les més densament poblades d'Europa; la zona dels pòlder està molt menys habitada. Segons estimacions de 2009, el coeficient de creixement poblacional anual és de 0,412%, l'índex de natalitat de 10,4 naixements/1.000 habitants, i el de mortalitat de 8,74 morts/1.000 habitants.
Els principals grups ètnics del país són: neerlandesos 80,7%, ciutadans europeus 5%, indonesis 2,4%, turcs 2,2%, surinamesos 2%, marroquins 2%, Antilles Neerlandeses i Aruba 0,8%, altres 4.8% (2008 est.)
Els idiomes oficials són el neerlandès, d'origen germànic, i el frisó (a Frísia).
Pel que fa a la religió, un 30% de la població és catòlica, protestants de la reforma neerlandesa l'11%, calvinistes el 6%, altres grups protestants representen el 3%; hi ha un 5,8% de musulmans, altres religions 2,2% i cap religió 42% (2006).
La capital, Amsterdam, té una població de 761.395 habitants (2009). Les ciutats més importants, per nombre d'habitants, són Rotterdam (598.199 hab.), enclavament on desemboca el Rin, fet que ha provocat que la ciutat sigui seu del port amb major moviment de tot el continent; La Haia (474.292 hab.), Utrecht (299.484 hab.), Eindhoven (209.620 hab.), Tilburg (199.613 hab.), Groningen (181.194 hab.), Almere (176.432 hab.), Breda (167.673 hab.) i Nimega (161.675 hab.)
Els Països Baixos estan dividits en dotze províncies (provincies, singular - provincie): Holanda del Sud (cap. La Haia), Holanda del Nord (Haarlem), Brabant del Nord ('s-Hertogenbosch), Gelderland (Arnhem), Utrecht (Utrecht), Limburg (Maastricht), Overijssel (Zwolle), Frisia (Leeuwarden), Groningen (Groningen), Drenthe (Assen), Zelanda (Middelburg) i Flevoland (Lelystad).